# 街道傢具
街道家具（Street Furniture）泛指所有設立於街道的家具設施。巴黎第四大學歷史學教授米歇爾·卡爾莫納曾對其作出以下定義：「所有設立於街道的家具設施，不論在城市或聚落裡，在道路的邊緣、或在人行道上，甚至道路上的公共設施都屬於街道家具。」舉例來說，路燈、郵筒、電話亭、消防栓、路邊長椅……等物體都屬於街道家具。它們能夠改善都市環境、維繫交通運輸、美化街道景觀，並提供人們在公共空間中的短暫休息之處；整體而言，街道家具能夠吸引人在街道駐足，促進人們在公共空間裡的社會互動。

## 請參閱
- 公車車站
- 告示牌
- 路邊開採
- 門用配件
- 庭園配件
- 紀念牌匾
- 公園座椅
- 小便處
- 公共藝術
- 公路
- 街燈